# Westfalia-Klasse
Die international als Westfalia-Klasse, von der Werft aber als Hammonia-Klasse bezeichnete und aufgrund der Endung der Schiffsnamen manchmal auch IA-Klasse oder scherzhaft Eselsklasse genannte Schiffsklasse ist eine Baureihe von Motorschiffen der Hamburg-Amerika-Linie. Die Schnellfrachter-Serie der Hapag stellt deren vorletzten Entwurf eines herkömmlichen Stückgutschiffs vor der Fusion mit dem Norddeutschen Lloyd und der darauf folgenden Umstellung der beiden  Reedereien auf Containerschiffe dar.

## Geschichte
Die Baureihe dieses Schiffstyps der Blohm & Voss-Werft in Hamburg umfasste sieben Einheiten, die zwischen 1964 und 1967 in Dienst gestellt wurden. Durch das Konzept der Schnellfrachter, die mit ihrer hohen Geschwindigkeit von 21 Knoten eine erhebliche Verkürzung der Reisedauer ermöglichten, erhoffte sich die Reederei eine Verbesserung der Wirtschaftlichkeit für den Hapag-Express-Service nach Fernost. Dieser Gemeinschaftsdienst nach Ostasien wurde mit dem Norddeutschen Lloyd betrieben, der zwei Jahre darauf sieben ähnlich konzipierte Schnellfrachter der Friesenstein-Klasse in Dienst stellte.

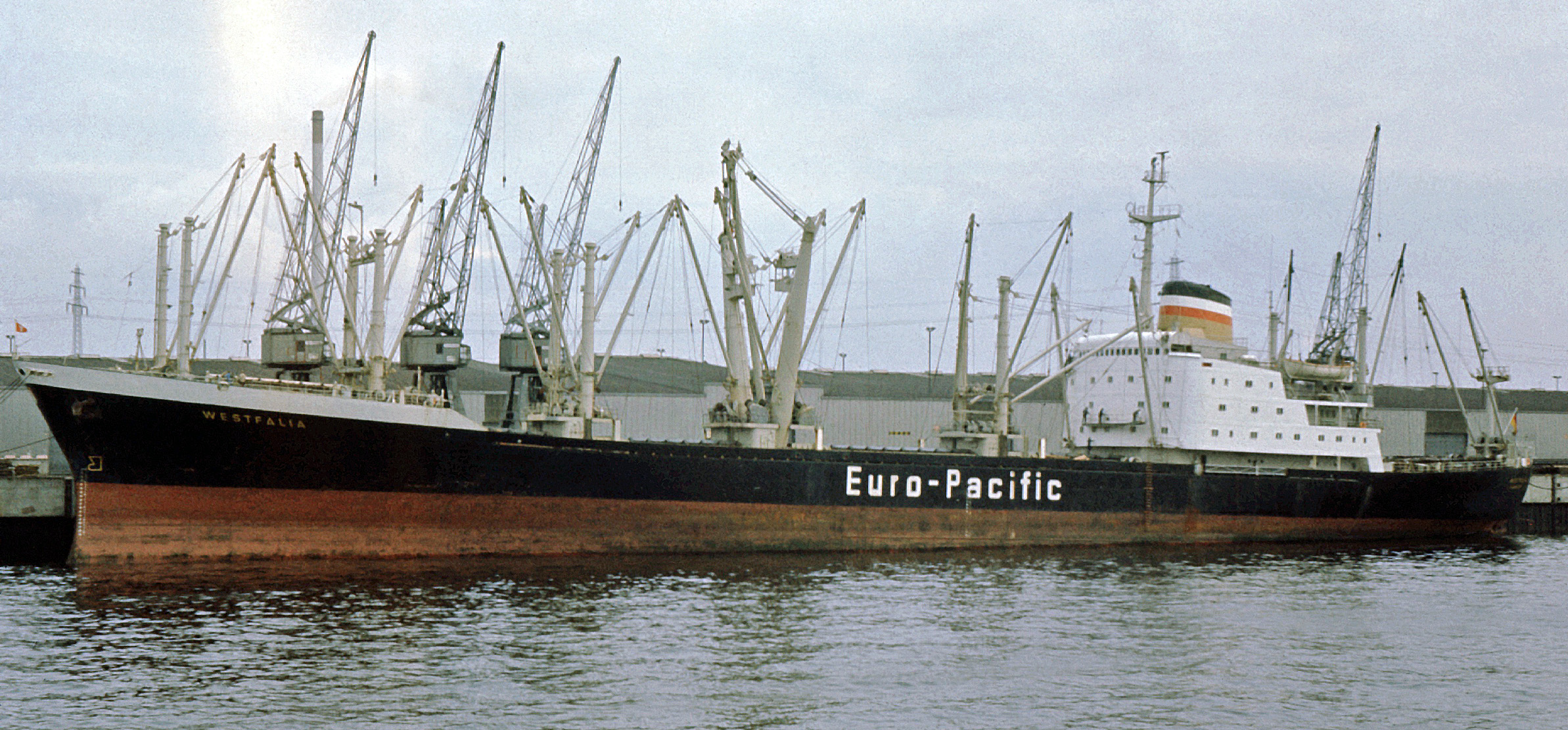
Die Westfalia 1974 in Hamburg

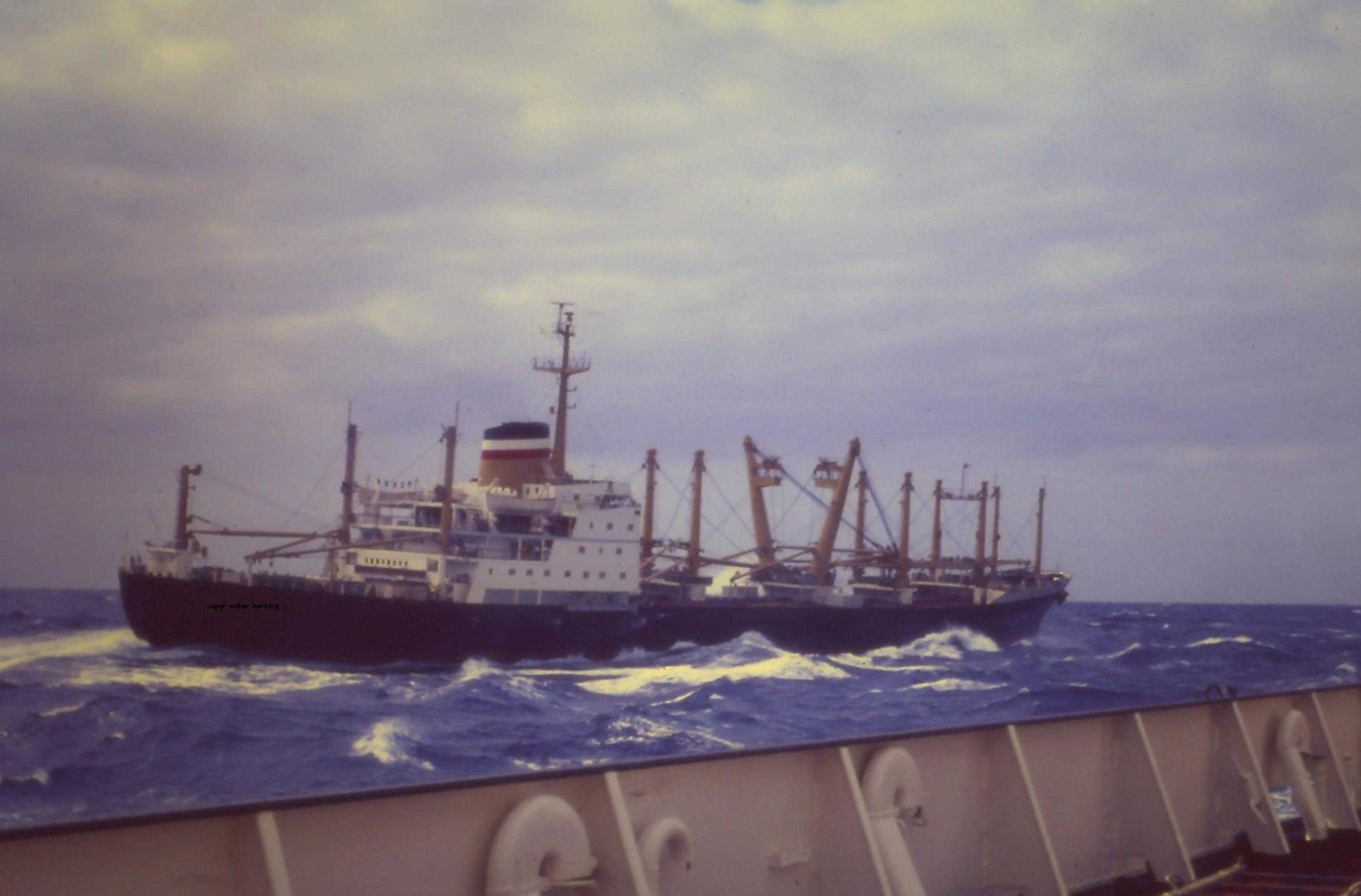
Die Holsatia in Hapag-Farben

Das erste Schiff der Klasse war die am 17. Dezember 1964  abgelieferte Westfalia. Den Abschluss der Klasse bildete die Thuringia. Sie wurde am 13. März 1967 übergeben und war gleichzeitig das fünfzigste Schiff, das die Reederei seit 1888 von der Werft erhalten hatte.
Schon während der Bauzeit der Westfalia-Klasse, wurde der Wandel der Langstreckenlinienverkehre durch die Einführung des Containers deutlich. Obwohl 1970 mit den Semicontainerschiffen der Omni-Klasse noch ein letztes Mal eine Abart der herkömmlichen Stückgutschiffe in Betrieb genommen wurde, führte dies letztlich dazu, dass nur kurze Zeit darauf begonnen wurde, den Ostasiendienst auf Vollcontainerschiffe umzustellen. Noch bevor sich die Hapag zum 1. September 1970 mit dem NDL zusammenschloss, hatten beide Reedereien ihre ersten vier Containerschiffe geordert, die in den Jahren 1972/1973 für den gemeinsamen Ostasiendienst der neugegründeten Hapag-Lloyd in Fahrt kamen. Von diesem Zeitpunkt an wurden fünf der Schiffe (alle außer Westfalia und Alemannia) im weiterhin konventionell, das heißt mit Stückgut, operierenden Indonesiendienst eingesetzt. Die Schiffe der Westfalia-Klasse wurden zu Semi-Containerschiffen umgerüstet.
Bis Ende der 1970er Jahre wurde die Umwandlung der Hapag-Lloyd zur Containerlinienreederei weiter vorangetrieben. Die Schiffe der Westfalia-Klasse wurden ausgeflaggt und verkauft. Alle Schiffe wurden schon 1986/87 wieder abgebrochen.
Nachdem die Reederei schon ab 1863 eine als Hammonia-Klasse bezeichnete Baureihe mit gleichen Schiffsnamen betrieben hatte, stand 2005–2011 wieder eine an diese Namensgebung angelehnte Westfalia-Express-Klasse mit den Schiffen Bavaria Express, Hammonia Express, Holsatia Express, Saxonia Express, Thuringia Express, Westfalia Express im Dienst der Hapag-Lloyd.

## Technik

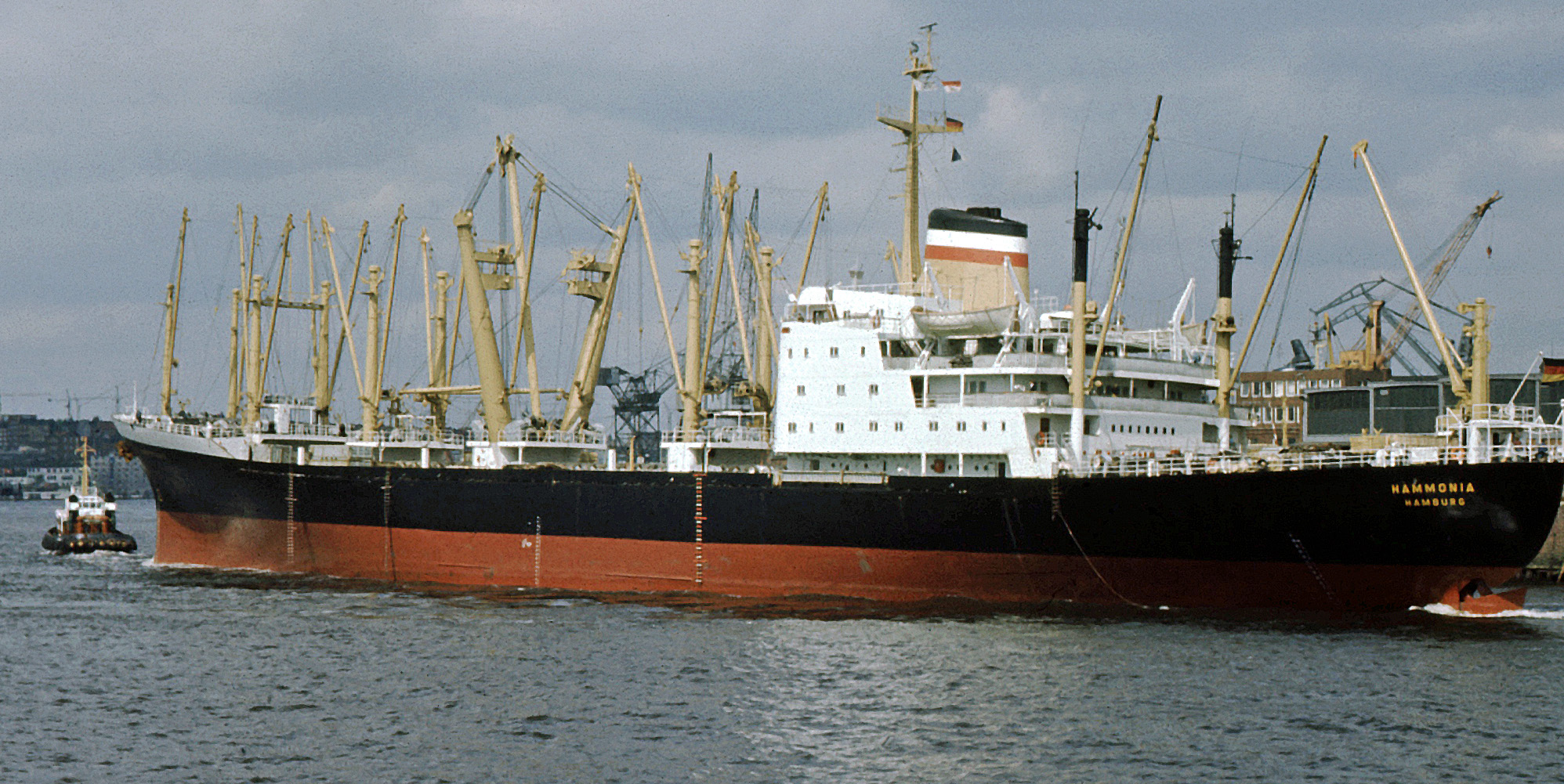
Heckansicht der Hammonia

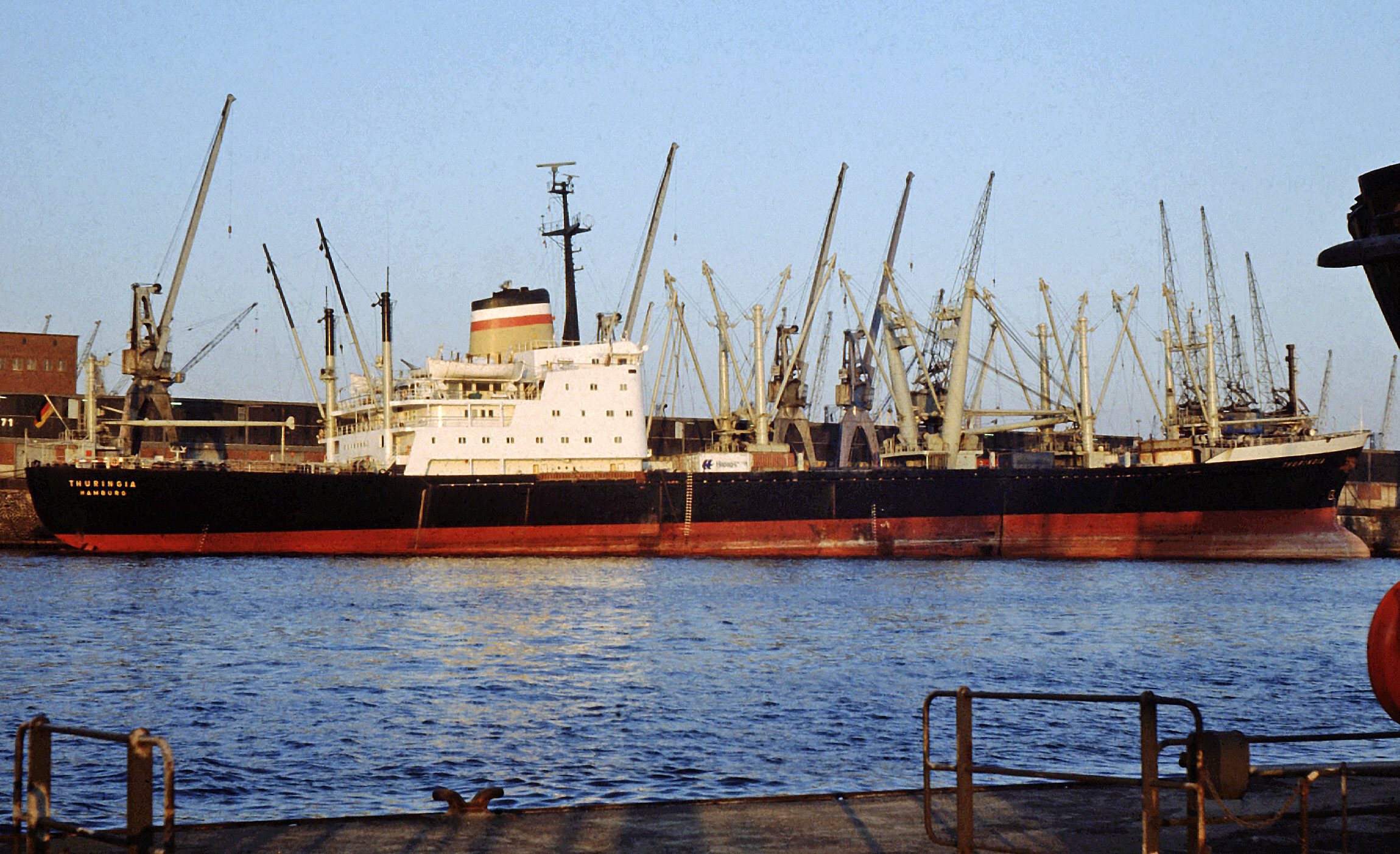
Die Thuringia mit Wulstbug

Herausstechendstes Merkmal, neben der außergewöhnlich platzsparend angeordneten und sehr leistungsfähigen Antriebsanlage, waren die vielseitigen Ladungseinrichtungen. So war das erste Schiff der Klasse, die Westfalia mit 22 herkömmlichen Ladebäumen (16 × 5/10 Tonnen und 6 × 3/5 Tonnen) ausgestattet. Die nachfolgenden Schiffe hatten achtern, anstelle der letzten Ladebäume einen Kran (3 Tonnen) und die Thuringia außerdem vorn bei Luke 1 anstatt Ladepfosten und Bäumen einen ebensolchen Kran. – Zur Erhöhung der Umschlaggeschwindigkeit wurden deren Hanger- und Ladeläufer, sowie darüber hinaus auch Preventer- und Zwischengeien über Winden bedient. Außerdem waren alle Schiffe mit einem 80-Tonnen Stülcken Ladegeschirr zur Übernahme von Schwergut ausgerüstet. Vor den weit nach achtern gerückten Aufbauten befanden sich fünf Trockenladeräume deren zwei Zwischendecks, jeweils mit hydraulischen Glattdecklukendeckeln verschlossen wurden. Die Hauptlukendeckel waren nach dem McGregor-Patent gebaut. Hinter den Aufbauten schloss sich ein isolierter Zweideck-Kühlladeraum für 750 m³ Kühlladung an. Weitere Ladungseinrichtungen waren die insgesamt elf, im Vorschiffsbereich unter den Trockenladeräumen und im Achterschiffsbereich unter und hinter den Kühlladeräumen angeordneten Ladetanks für 1450 m³ Flüssigladung,  z. B. von Europa ausgehend Flüssigchemikalien, von Indonesien einkommend Palmöl, Latex usw.
Bemerkenswert ist die Ausstattung der Thuringia, als letztem Schiff der Serie, mit einem Wulstbug.

## Die Schiffe
- Der Stapellauf der Westfalia, des ersten Schiffes der Hapag-Serie war am 26. August 1964, die Übergabe folgte am 17. Dezember 1964 mit der Baunummer 832. Das Schiff wurde im Dezember 1977 an die Hapag-Lloyd International SA, Panama abgegeben, aber weiter unter deutscher Flagge und Heimathafen Hamburg weiterbetrieben. 1983 folgte der Verkauf und die Umbenennung in Saudi Jamal. 1985 wurde das Schiff an eine Abbruchwerft in Kaohsiung verkauft.[1]
- Zweites Schiff der Baureihe war die am 14. August 1965 mit der Baunummer 833 abgelieferte Hammonia. Sie wurde 1979 an die Hapag-Lloyd International SA, Panama abgegeben. Am 18. März 1987 traf das Schiff in Huangpu zum Abbruch ein.[2]
- Drittes Schiff der Baureihe war die am 25. Mai 1965 mit der Baunummer 840 vom Stapel gelaufene Alemannia. Die Gästefahrt und anschließende Übergabe an die Reederei fand am 14. August 1965 statt. Die Alemannia wurde 1979 zunächst an die Hapag-Lloyd International SA, und dann an das Tochterunternehmen Líneas Navieras Bolivianas (LINABOL) in La Paz, Bolivien verkauft und dort als Bolivia weiterbetrieben. Weitere sieben Jahre später, ab dem 24. Juli 1986 wurde sie in Xingang verschrottet.[3]
- Es folgte die am 4. Dezember 1965 übergebene Borussia. Ihr Kasko lief aus Kapazitätsgründen als Unterauftrag bei der Werft J. Boel et fils in Tamise, Belgien mit der Baunummer 1431 vom Stapel, fertiggestellt wurde sie bei Blohm + Voss als Baunummer 841. Ab 1979 lief sie bei der Hapag-Lloyd International SA, Panama und am 14. Januar 1987 traf sie zum Abbruch in Kaohsiung ein.[4]
- Am 14. Mai 1966 erfolgte die Übergabe der Bavaria mit der Baunummer 846. Am Abend des 6. März 1968 ereignete sich südwestlich der Borkumriff-Tonne eine Explosion im Laderaum. Beim Anlaufen der Emsmündung kam das brennende Schiff auf den Lauwersgründen auf Grund und kam nach dem Löschen des Brandes am 13. März wieder frei.[5] Seit 1979 wurde sie von Hapag-Lloyd International SA, Panama bereedert und ab dem 30. Dezember 1986 in Kaohsiung abgebrochen.[6]
- Die Übergabe der Holsatia folgte am 15. Oktober 1966 mit der Baunummer 847. Auch sie wurde 1978 an die Hapag-Lloyd International SA, Panama verkauft und fuhr dort, bevor sie ab dem 22. Mai 1987 in Kaohsiung abgebrochen wurde.[7]
- Das letzte Schiff der Baureihe wurde am 22. November 1966 zu Wasser gelassen und am 13. März 1967 mit der Baunummer 850 als Thuringia abgeliefert. Das Schiff wurde 1982 an die Thuringia Carriers Pte Ltd, Singapore abgegeben, und für drei Jahre zurückgechartert. Ab dem 11. Juni 1987 erfolgte der Abbruch des Schiffs in Huangpu.[8]